# Hollinden

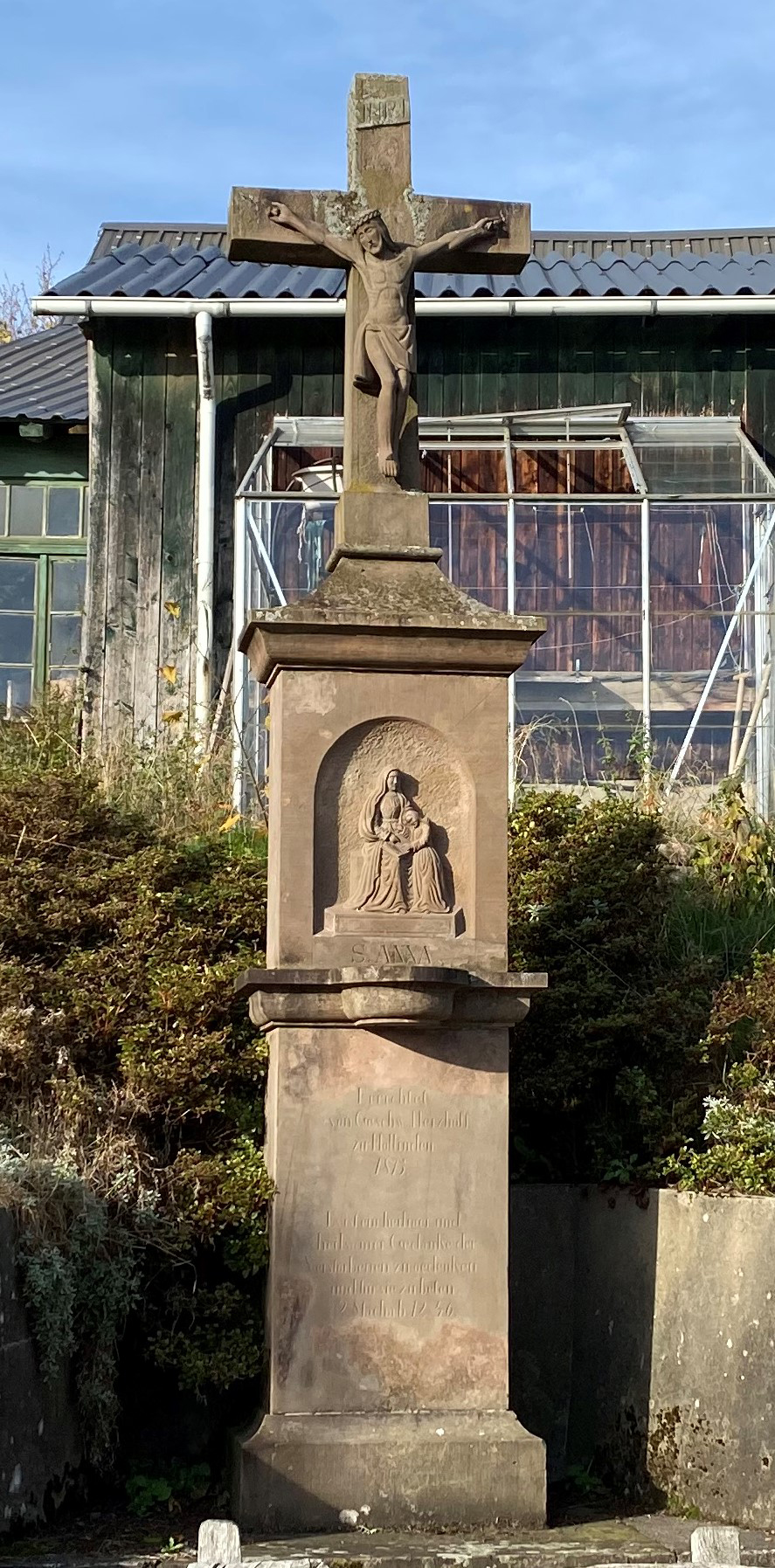
Baudenkmal
Wegekreuz (1875)

Hollinden ist eine Ortschaft in der Gemeinde Wipperfürth im Oberbergischen Kreis im Regierungsbezirk Köln in Nordrhein-Westfalen (Deutschland).

## Lage und Beschreibung
Hollinden liegt im Südwesten von Wipperfürth nahe der Grenze zu Kürten. Nachbarorte sind Neuenhaus, Dahl, Berghausen und Peffekoven.
Der Ort gehört zum Gemeindewahlbezirk 150 und damit zum Ortsteil Thier.

## Geschichte
1470 wird der Ort erstmals unter der Bezeichnung „Hoelynden“ genannt. Aus einem Rechenschaftsbericht geht hervor, dass der Ort zu den Bergischen Kameralgütern gehört. Die Karte Topographia Ducatus Montani aus dem Jahre 1715 zeigt zwei Höfe und bezeichnet diese schon mit „Hollinden“. Die Topographische Aufnahme der Rheinlande von 1825 zeigt auf umgrenztem Hofraum vier getrennt voneinander liegende Grundrisse.
Im Bereich der Ortschaft steht ein unter Denkmalschutz stehendes Wegekreuz aus dem Jahre 1875 und eine 2005 errichtete Basaltsteinstele, deren eingravierter Text zu Friedfertigkeit und guten Taten auffordert.

## Busverbindungen
Über die im Ort Junkermühle gelegene Haltestelle der Linien 426 und 429 (VRS/OVAG) ist Hollinden an den öffentlichen Personennahverkehr angebunden.

## Wanderwege
Der vom SGV ausgeschilderte Rundwanderweg A5 und der Thierer Rundweg (T im Kreis) führen durch den Ort.

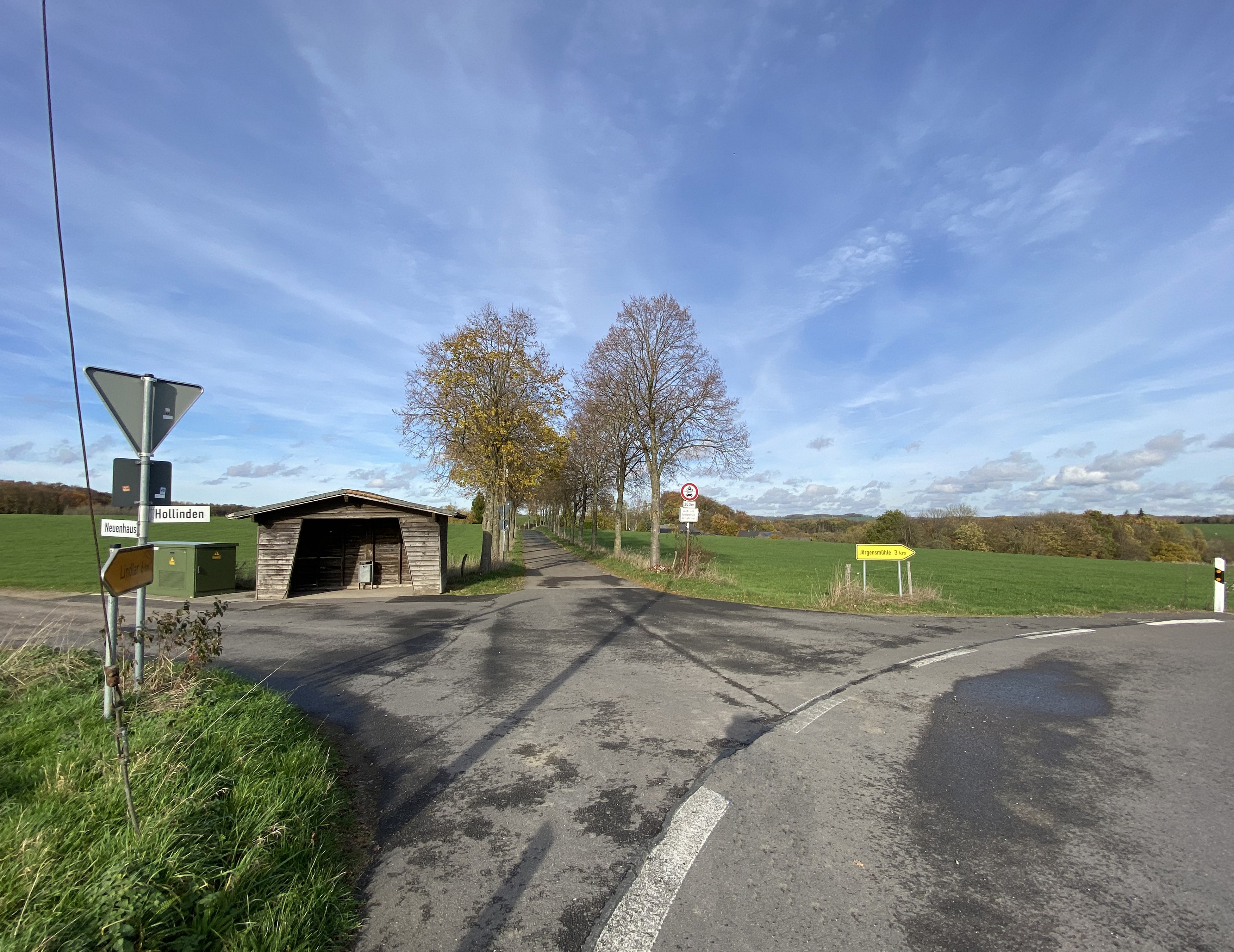
Ortszufahrt von der L 129 – Allee nach Hollinden
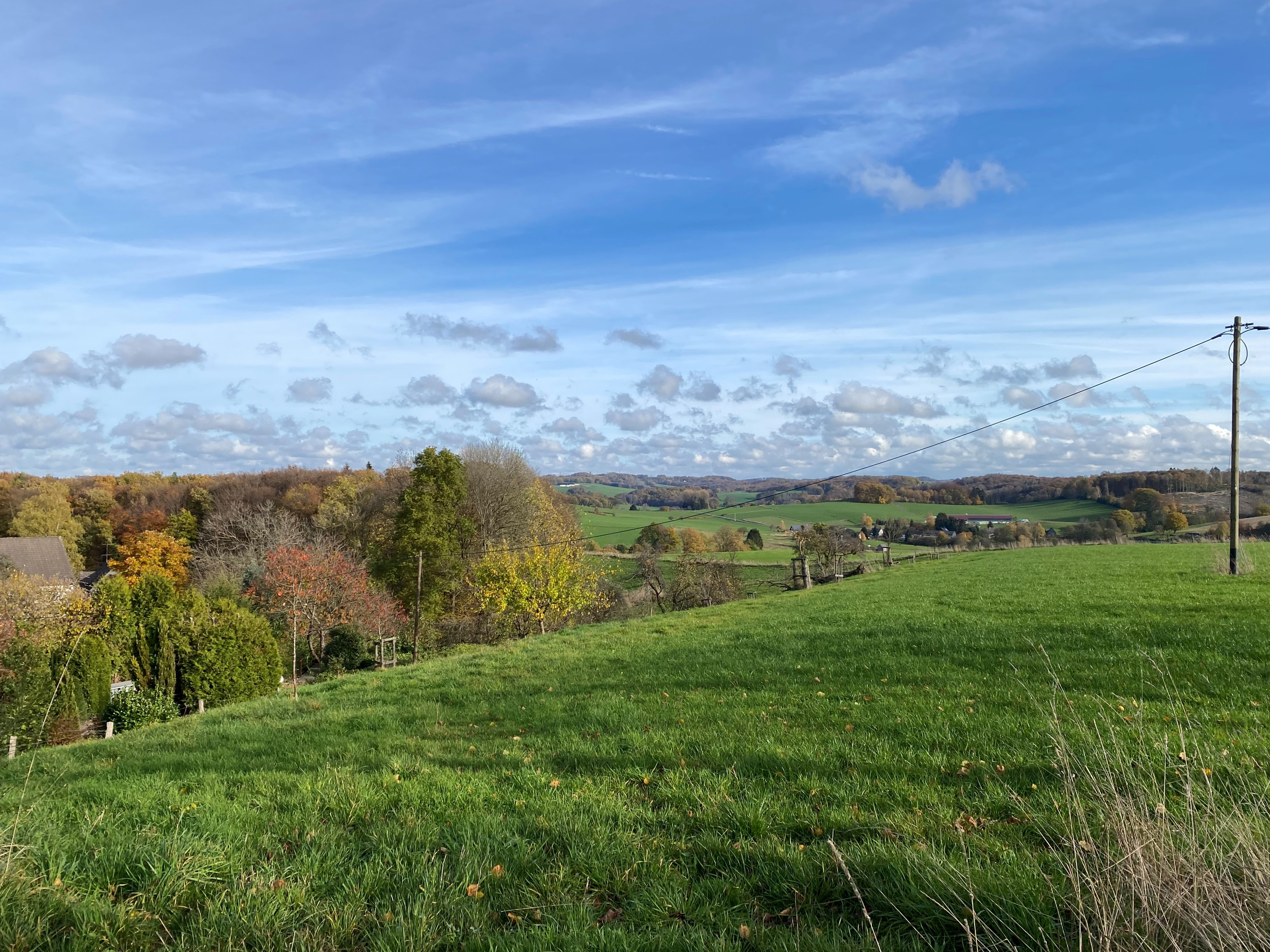
Blick von der Allee nach Norden
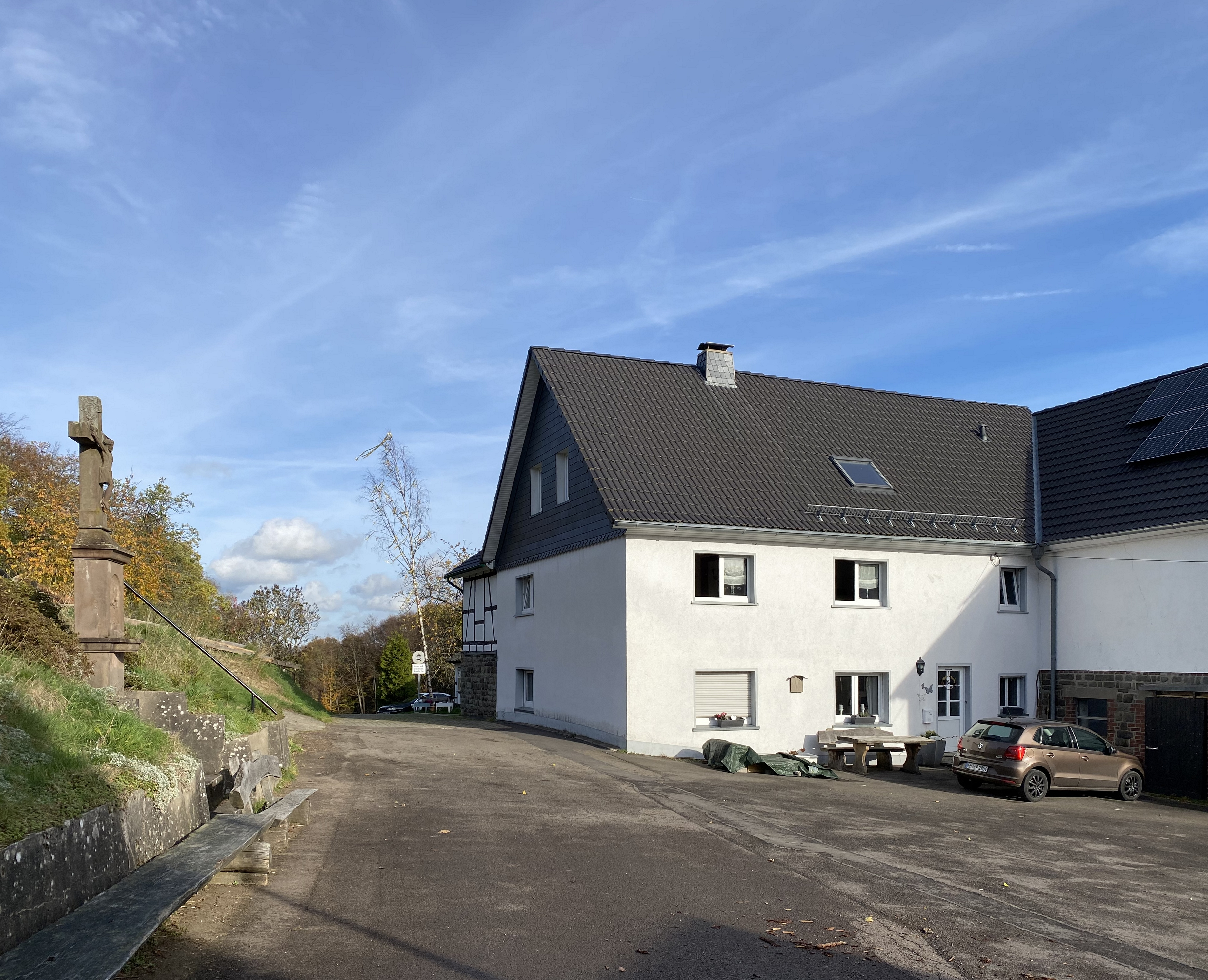
Hof Hollinden 1 – Wegekreuz (1875)
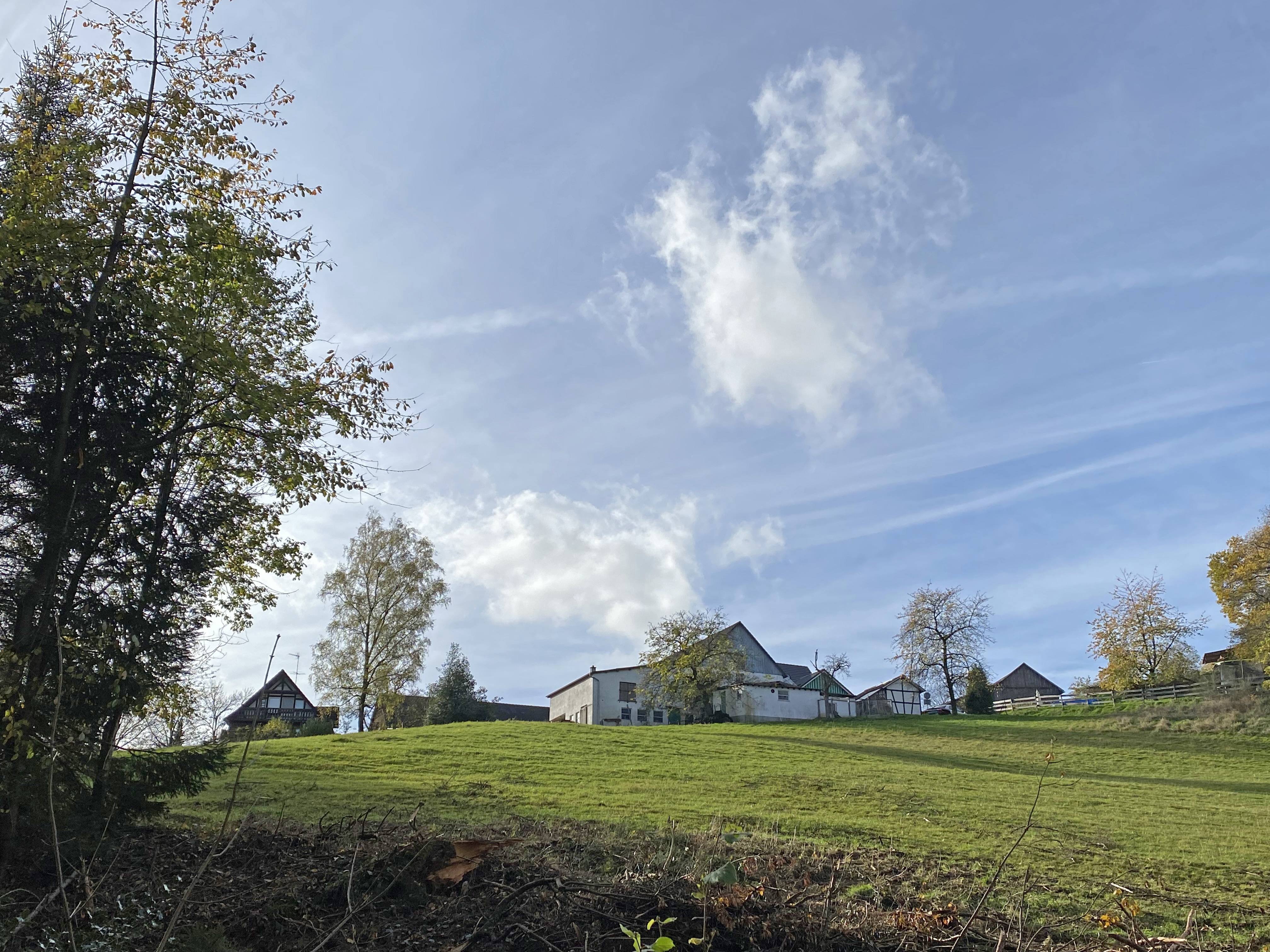
Hollinden
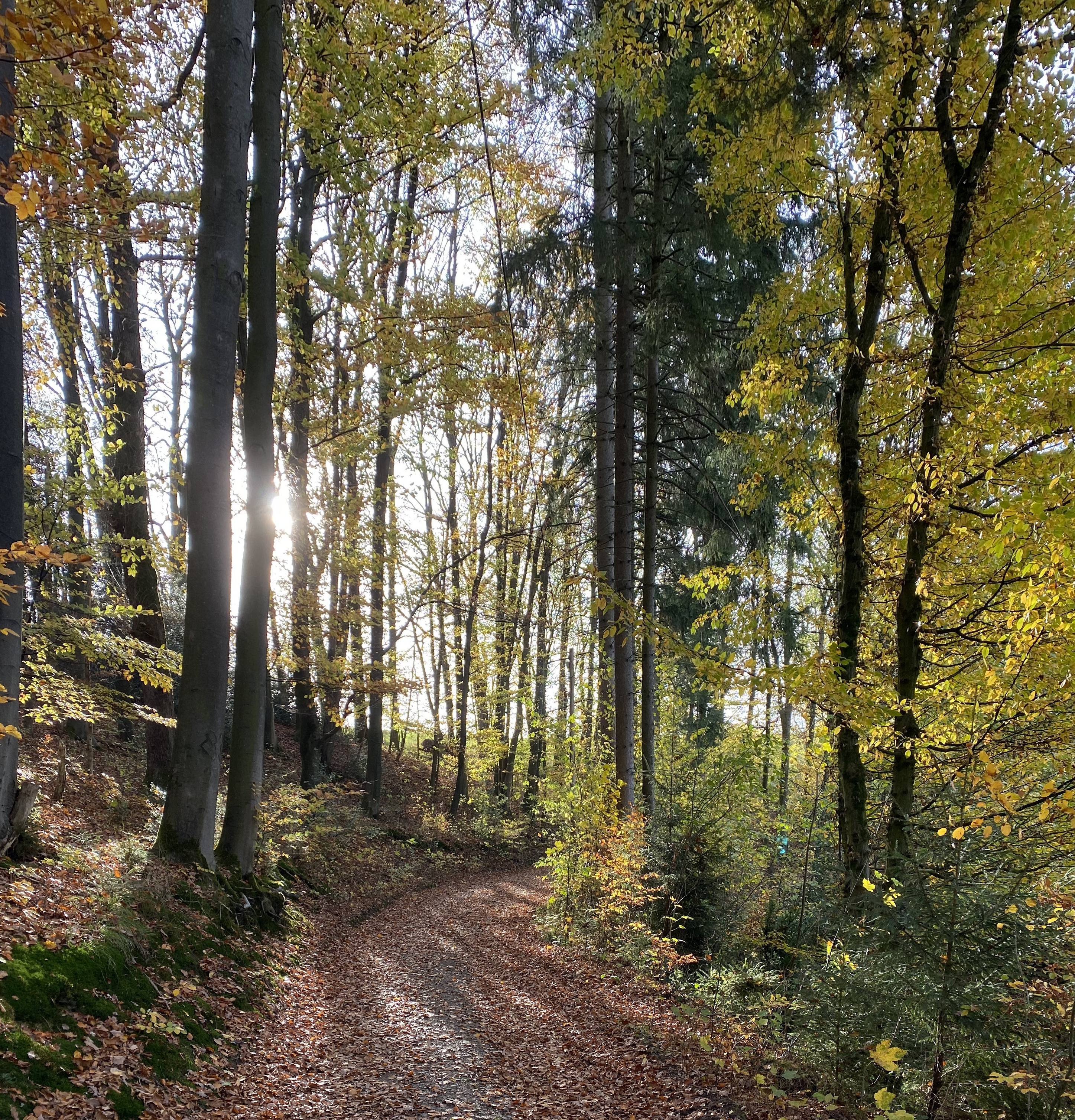
Wanderweg nordöstl. Hollinden